# ベニー・ファイルハーバー
ベニー・ファイルハーバー（Benny Feilhaber, 1985年1月19日 - ）は、ブラジル、リオデジャネイロ出身のサッカー選手。アメリカ代表である。メジャーリーグサッカーのスポルティング・カンザスシティ所属。ポジションはMF。

## 経歴

### プロ入り前
1938年に父方の祖父がナチスの迫害を逃れるためにオーストリアからブラジルに移住し、フェイルハーバーはリオデジャネイロに生まれて ユダヤ人地区で育った。6歳の時に彼の家族はアメリカに移住し、約8年の間はニューヨーク郊外のスカーズデールに住んだ。地元のスカーズデール・ライトニングというサッカークラブに入団し、1996年にはU-12ニューヨーク州カップ優勝に導いた。カリフォルニア州アーバインにあるノースウッド高校に進学し、学校のサッカークラブで優れたミッドフィールダーとして過ごした。卒業後の2003年、カリフォルニア大学ロサンゼルス校(UCLA)に進学してチームの柱としてプレーした。スカウトを受けた奨学生としてではなく、一般生として大学生活を送った。大学サッカーで2年間過ごした後、2005年のFIFAワールドユース選手権に参加するU-20アメリカ代表に招集された。

### プロ入り後
ハンブルガーSV
オランダで開催されたFIFAワールドユース選手権での活躍はヨーロッパのいくつものクラブを引き付け、イスラエルのテルアビブで行われたマカビア競技大会後の2005年7月にブンデスリーガのハンブルガーSVに入団した。2005-06シーズンは3部リーグに所属するリザーブチームでプレーし、2006年10月12日、シャルケ04戦でトップチームデビューした。10月22日のバイエル・レバークーゼン戦で初先発出場し、90分間交代することなく戦い抜いた。2-1で勝利したこの試合はハンブルガーSVのシーズン初勝利だった。2007年夏、RCストラスブール、SCヘーレンフェーン、セルティックFC、FCバーゼル、特にダービー・カウンティFCが彼に興味を寄せた。
ダービー・カウンティ
2007年8月9日、新しくプレミアリーグに昇格したダービー・カウンティFCで働くためのイギリスの労働許可証を取得し、8月10日に移籍契約が完了した。9月17日のニューカッスル・ユナイテッドFC戦で途中出場してデビューし、1-0で勝利した。移籍を望んだビリー・デイヴィス監督が解任されてポール・ジュエル新監督が就任したため、前半戦の出場機会は少なかった。2007-08シーズン冬の移籍期間にはイスラエルのマッカビ・テル・アビブやアメリカのニューイングランド・レボリューションが興味を示したが、どちらにも移籍することはなかった。昇格から1シーズンでFLチャンピオンシップ（2部）への降格が決定すると、ダービーはフリートランスファーで彼を放出した。
オーフスGF
2008年8月15日、デンマーク・スーパーリーグのオーフスGFと契約した。9月1日のFCノアシェラン戦でデビューし、初得点を決めた2009年7月27日のランダースFC戦ではマン・オブ・ザ・マッチに輝いた。
ニューイングランド・レボリューション
2011年、ニューイングランド・レボリューションに移籍した。
カンザスシティ・ウィザーズ
2013年、カンザスシティ・ウィザーズに移籍した。

### アメリカ代表
2005年11月12日のスコットランド戦と2006年3月22日のドイツ戦（いずれも親善試合）に招集されたが、出場機会はなかった。祖父母がオーストリア出身であるため、2006年11月30日にはアンドレアス・ヘルツォーク監督が率いるオーストリア代表に誘われた。2007年3月15日、ボブ・ブラッドリー監督率いるアメリカ代表のエクアドル戦とグアテマラ戦に招集された。3月25日のエクアドル戦でデビューし、6月2日の中国戦で初ゴールを決めた。6月24日のCONCACAFゴールドカップ決勝・メキシコ戦ではチームを勝利に導くボレーシュートを決めた。
所属するダービー・カウンティFCで控えに降格し、さらに深刻な怪我を負ったため、代表からは遠ざかった。しかし、2008年の北京オリンピックに出場するアメリカ代表メンバーに選ばれ、3試合ともに途中出場した。フル代表から1年以上も遠ざかっていたが、2009年のFIFAコンフェデレーションズカップに参加する代表メンバーに選ばれた。この大会の招集メンバーには、UCLAでともにプレーしたジョナサン・ボーンステインや、UCLAの先輩に当たるカルロス・ボカネグラなどがいた。6月24日の準決勝・スペイン戦に出場し、チームの2点目に絡んだ。決勝では生まれ故郷のブラジルと対戦し、2-3で敗れた。
2010年5月27日、2010 FIFAワールドカップ本大会に向けたアメリカ代表メンバーに選ばれた。グループリーグのスロベニア戦 とアルジェリア戦、決勝トーナメント1回戦のガーナ戦 に途中出場した。

## 代表歴

### 出場大会
- アメリカ代表
  - 2010 FIFAワールドカップ

### 試合数
- 国際Aマッチ 44試合 2得点（2007年-2017年）[12]

| アメリカ代表 | 国際Aマッチ | 国際Aマッチ |
| 年           | 出場        | 得点        |
| ------------ | ----------- | ----------- |
| 2007         | 14          | 2           |
| 2008         | 2           | 0           |
| 2009         | 14          | 0           |
| 2010         | 8           | 0           |
| 2011         | 0           | 0           |
| 2012         | 1           | 0           |
| 2013         | 1           | 0           |
| 2014         | 1           | 0           |
| 2015         | 0           | 0           |
| 2016         | 0           | 0           |
| 2017         | 3           | 0           |
| 通算         | 44          | 2           |

### 得点
| # | 日時          | 場所     | 対戦相手 | スコア | 最終結果 | 大会                        |
| - | ------------- | -------- | -------- | ------ | -------- | --------------------------- |
| 1 | 2007年6月2日  | サンノゼ | 中国     | 2–1    | 4–1      | 親善試合                    |
| 2 | 2007年6月24日 | シカゴ   | メキシコ | 2–1    | 2–1      | 2007 CONCACAFゴールドカップ |

## タイトル
- アメリカ代表

CONCACAFゴールドカップ:2007